# Stefan Bryła
Stefan Władysław Bryła, né le 17 août 1886 à Cracovie (Pologne) et mort le 3 décembre 1943 à Varsovie (Pologne), est un ingénieur et architecte polonais.

## Biographie
Stefan Bryła est un pionnier dans le domaine du soudage. Il a conçu et construit le premier pont routier soudé au monde, le pont de Maurzyce permettant de franchir la rivière Słudwia près de Łowicz en Pologne.